# Petit-Tenquin
Petit-Tenquin (deutsch Kleintänchen, lothringisch Klä-Tenschen) ist eine französische Gemeinde mit 216 Einwohnern (Status 1. Januar 2022) im Département Moselle in der Region Grand Est (bis 2015 Lothringen).

## Geografie
Die Gemeinde befindet sich etwa 13 Kilometer östlich von Sarralbe und 20 Kilometer südlich von Forbach.

## Geschichte
Frühere Schreibweisen lauteten: Tenken (1566), Tenschem-la-Petite und Teutschen-la-Petite (1594), Petit-Tenchen (1581), Petit Tenecken (1644), Tengen le Petit (1756), Klein-Tennequin (1779).
Auf dem Gemeindewappen lassen sich die früheren Abhängigkeiten von Petit-Tenquin ablesen: die Eicheln stehen für die Abtei Glandern in Longeville-lès-Saint-Avold, die Besitz in Petit-Tenquin hatte. Die Fleur-de-Lys symbolisieren die ehemalige Abtei Saint Denis in Metz, von der das Priorat im Ortsteil Zelle abhing.

## Bevölkerungsentwicklung
| Jahr      | 1962 | 1968 | 1975 | 1982 | 1990 | 1999 | 2009 | 2019 |
| Einwohner | 234  | 228  | 221  | 208  | 212  | 198  | 224  | 221  |

## Belege
1. ↑  Wappenbeschreibung auf genealogie-lorraine.fr (französisch)